# Eureka (película de 1983)
Eureka es una película dramática británico-estadounidense de 1984 dirigida por Nicolas Roeg. Es la historia del buscador de oro en la región de Klondike (Canadá), Jack McCann (Gene Hackman) que se hace rico, pero sufre temiendo que su hija Tracy (Theresa Russell) y su yerno (Rutger Hauer) estén tramando quedarse con su riqueza y su alma; Además, dos codiciosos financieros (Joe Pesci y Mickey Rourke) también persiguen la fortuna de McCann.
Eureka se inspiró en la vida de Sir Harry Oakes, asesinado en las Bahamas, en 1943.

## Trama
El buscador de oro en la región ártica de Canadá, Jack McCann (Gene Hackman), después de 15 años de búsqueda solitaria, se convierte en uno de los hombres más ricos del mundo cuando cae literalmente en una montaña de oro en 1925. Veinte años después, en 1945, vive lujosamente en una isla caribeña de su propiedad. Pero su riqueza no le brinda tranquilidad mientras se enfrenta a Helen (Jane Lapotaire), su aburrida y alcohólica esposa; a Tracy (Theresa Russell), su hija testaruda que se ha casado con Claude Van Horn (Rutger Hauer), un trepa social disoluto y mujeriego; a su asistente paranoico Charles Perkins (Ed Lauter); y a mafiosos de Miami, como Aurelio D'Amato (Mickey Rourke), enviados por Mayakofsky (Joe Pesci), que quieren que en la isla de Jack McCann se construya un casino. Su vida está enredada con las obsesiones de quienes lo rodean por la codicia, el poder y el libertinaje en un contexto de oculto simbolismo.
Cuando Jack es brutalmente asesinado por asociados invisibles de la mafia, su yerno, Claude, es arrestado por el crimen y llevado a juicio, que tiene lugar durante la mayor parte de la segunda parte de la película. Con pruebas circunstanciales y debido a la larga lista de enemigos de Jack, la fiscalía no logra probar la acusación contra Claude, y este es absuelto. Poco después, Claude abandona la isla junto con su esposa Tracy y el asesinato de Jack McCann queda sin resolver.

## Reparto
- Gene Hackman como Jack McCann
- Theresa Russell como Tracy McCann Maillot Van Horn
- Rutger Hauer como Claude Maillot Van Horn
- Jane Lapotaire como Helen McCann
- Mickey Rourke como Aurelio D'Amato
- Ed Lauter como Charles Perkins
- Joe Pesci como Mayakofsky
- Joe Spinell como Pete
- James Faulkner como Roger
- Corin Redgrave como Worsley
- Helena Kallianiotes como Frieda

## Legado
El crítico de cine y cineasta Mark Cousins situó a Eureka entre sus diez películas favoritas en la encuesta Sight & Sound Greatest Films de 2012 calificando la película como una obra maestra. Para el director y productor Danny Boyle, la película está subestimada. 
El título de la película fue utilizado por el músico Jim O'Rourke para su álbum Eureka.